# گمینا پیتروویتسه ویلکیه
گمینا پیتروویتسه ویلکیه (به لهستانی:  Gmina Pietrowice Wielkie) یک گمینا در لهستان است که در شهرستان راچیبوژ واقع شده‌است. گمینا پیتروویتسه ویلکیه ۶۸٫۰۷ کیلومتر مربع مساحت و ۷٬۱۸۵ نفر جمعیت دارد.